# Today's Zaman
Today's Zaman era un quotidiano in lingua inglese con sede in Turchia. Nato il 17 gennaio 2007, era l'edizione in lingua inglese del quotidiano turco Zaman. Today's Zaman aveva una copertura nazionale e internazionale e supplementi tematici pubblicati regolarmente. Tra i suoi collaboratori vi era il fumettista Cem Kızıltuğ.
Il 4 marzo 2016, un amministratore statale è stato nominato per gestire Zaman e Today's Zaman.
Al 9 marzo 2016, il sito web di Today's Zaman non era stato più aggiornato dal 5 marzo, mentre tutti gli articoli archiviati prima di marzo 2016 erano stati rimossi.
Il 20 luglio 2016, cinque giorni dopo il tentativo di colpo di stato militare, Today's Zaman è stato chiuso in seguito a un decreto esecutivo del presidente Recep Tayyip Erdoğan; sono stati emessi mandati di arresto per 47 ex dipendenti. Zaman era stato descritto da un funzionario come "la principale organizzazione mediatica" del movimento guidato da Gülen.